# Sudice (ort i Tjeckien, lat 50,03, long 18,07)
Sudice är en ort i Tjeckien. Den ligger i den östra delen av landet, 260 km öster om huvudstaden Prag. Sudice ligger 220 meter över havet och antalet invånare är 652.
Terrängen runt Sudice är platt. Runt Sudice är det ganska tätbefolkat, med 134 invånare per kvadratkilometer. Närmaste större samhälle är Opava, 15,7 km sydväst om Sudice. I omgivningarna runt Sudice växer i huvudsak blandskog.